# Shopping cart killer
«Shopping cart killer» (приблизительный перевод — Убийца с тележками для покупок) — прозвище американского серийного убийцы, который в течение нескольких месяцев 2021 года совершил по версии следствия серию из как минимум пяти убийств на территории Вашингтона и на территории нескольких городов штата Виргиния. Рядом с телами жертв были обнаружены тележки для покупок (англ. «Shopping cart»), благодаря чему преступник получил прозвище «Shopping cart killer».

## Расследование
Первыми жертвами серийного убийцы согласно официальной версии следствия стали 54-летняя Эллен Элизабет Редмон и 39-летняя Тонита Лорис Смит. Редмон была в последний раз замечена живой 24 октября 2021 года в городе Харрисонбург, где она проживала. Эллен Редмон не являлась представительницей маргинального слоя общества, она не увлекалась наркотическими средствами и не была замечена в занятии проституцией. По словам её дочери и внуков, после смерти мужа в 2017 году Элен Редмон впала в депрессию и потеряла работу. После выхода из депрессии, женщина нашла работу незадолго до своего исчезновения, благодаря чему, после того как женщина не явилась на работу и перестала выходить на связь, её родственники заявили в полицию о её исчезновении. По словам дочери Редмон, перед своим исчезновением Элен собиралась посетить футбольный матч с человеком по имени Ант, личность которого установить не удалось.
Тонита Лорис Смит была объявлена пропавшей без вести 19 ноября 2021 года. В последний раз она была замечена живой 14 ноября на территории города Шарлоттсвилл (штат Виргиния). Согласно заявлению её родственников, женщина перед своим исчезновением собиралась посетить Харрисонбург. Тонита Смит имела лишний вес и крупное телосложение. Её друзья, знакомые и родственники, как и в случае исчезновения Эллен Редмон, настаивали на том, что она не была замечена в занятии проституцией и не вела маргинальный образ жизни.
Эллен Редмон и Тонита Смит были обнаружены убитыми 23 ноября 2021 года. Их тела были обнаружены на одном из пустырей, который располагался на окраине Харрисонбурга. Трупы убитых женщин располагались недалеко от друг от друга, в результате судебно-медицинской экспертизы точное время и причина смерти ни одной из жертв установлена не была, но согласно результатам экспертизы, женщины были убиты в разные дни. Рядом с телами убитых была обнаружена тележка для перевозки продуктов, которую по версии следствия преступник использовал для перевозки трупов для последующего их сброса. В тот же день, по результатам предварительного расследования по подозрению в убийствах Редмон и Смит была арестован житель города Вашингтон — 35-летний Энтони Юджин Робинсон. Он был помещен в окружную тюрьму «Rockingham County Jail», после чего ему были предъявлены обвинения в совершении убийств.
В этот период полиция округа Колумбия обратилась в полицию округа Фэрфакс за помощью в поиске 29-летней Шайенн Браун, которая была объявлена пропавшей без вести в начале октября 2021 года. В последний раз женщина была замечена живой 30 сентября того же года на станции метро в округе Колумбия вместе с подозреваемым Энтони Робинсоном. С помощью видеозаписи, сделанной с камер видеонаблюдения, следствие установило что Браун и Робинсон доехали на метро до станции Хантингтон в округе Фэрфакс. С помощью программ для отслеживания сигналов мобильных телефонов, полиция установила, что Браун покинув станцию метро, появилась в мотеле «Moon Inn», расположенном недалеко от станции метро, где в это же время в одном из номеров мотеля проживал Энтони Робинсон. 7 декабря 2021 года сотрудники полиции округа Фэрфакс обыскали территорию мотеля «Moon Inn» и опросили служебный персонал, однако это не дало никаких зацепок следствию. 15 декабря во время осмотра территории квартала, где был расположен мотель «Moon Inn», внимание полиции привлекла тележка из супермаркета для перевозки продуктов, которая находилась на пустыре, усеянном различным мусором, расположенном через дорогу напротив мотеля. Во время осмотра пустыря, полиция осмотрела тележку и находящийся рядом мусорный контейнер, в котором были обнаружены трупы двух женщин. Останки одного из трупа на следующий день были идентифицированы как принадлежащие Шайенн Браун. Члены семьи Шайенн опознали женщину на основании отличительных татуировок на ее теле. Впоследствии личность Браун была подтверждена на основании результатов ДНК-экспертизы. Мать убитой женщины — Никандра Браун в ходе расследования заявила полиции, что ее дочь имела 7-летнего сына и на момент своей смерти находилась на 4-м месяце беременности. За несколько дней до своего исчезновения Шайенн Браун была замечена в обществе Робинсона. Члены семьи убитой заявили полиции, что Шайенн познакомилась с Энтони Робинсоном в середине или конце сентября и как минимум один раз в конце сентября он был замечен в их доме братом Шайенн.
Четвертая жертва впоследствии была идентифицирована как 48-летняя Стефани Харрисон, жительница города Реддинг (штат Калифорния), которая пропала без вести 19 августа 2021 года. По словам ее родственников, Стефани Харрисон страдала эмоционально-неустойчивым расстройством личности и покинула Калифорнию с целью посетить Вашингтон для осмотра доспримечательностей столицы. В ходе расследования было установлено, что Харрисон во время поездки останавливалась для ночлега в мотеле «Moon Inn», где по версии следствия она познакомилась с Энтони Робинсоном. Личность Харрисон была подтверждена на основании результатов ДНК-экспертизы, которая была проведена после того, как члены семьи женщины сдали для проведения тестирования образцы своих ДНК.
Несмотря на наличие косвенных доказательств причастности Робинсона к совершению убийств Шайенн Браун и Стефани Харрисон, в конечном итоге обвинений в совершении убийств этих женщин ему предъявлено не было, но полиция и СМИ возложили на него ответственность за совершение этих убийств.
В январе 2022 года представители Департамента полиции штата Виргиния заявили СМИ о том, что серийный убийца несет ответственность за совершение еще как минимум одного убийства. 40-летняя Соня Чемп была объявлена 5-й жертвой преступника. Ее тело было обнаружено 7 сентября 2021 года на территории города Вашингтон. Тело женщины преступник погрузил в тележку для перевозки продуктов и накрыл его покрывалом, после чего оставил тележку с телом убитой в лесопарковой зоне недалеко от одного из вокзалов Вашингтона. Причастность Робинсона была установлена с помощью программ для отслеживания сигналов мобильных телефонов, по результатам работы которых было установлено что Робинсон и Чемп находились рядом друг с другом незадолго до исчезновения женщины. Об этом представителям СМИ заявил на пресс-конференнции глава полицейского управления округа Фэрфакс Эдвард О’Кэрролл 8 января 2022 года. На теле жертвы не было обнаружено никаких телесных повреждений и причина ее смерти установлена так и не была, тем не менее в июне 2022 года полицейское управление округа Колумбия заявило, что причиной смерти Сони Чемп стало убийство, а подозреваемым является Энтони Робинсон, хотя никаких обвинений в совершении ее убийства ему предъявлено не было.

## Подозреваемый
Энтони Юджин Робинсон родился 3 сентября 1986 года. Личность подозреваемого после ареста привлекла внимание СМИ, после того как выяснилось, что Робинсон до своего ареста в ноябре 2021 года — никогда не подвергался уголовной ответственности и никогда не подвергался арестам. Он не являлся представителем маргинального слоя общества. Не был замечен в проявлении девиантного и агрессивного поведений по отношению к окружающим. На момент ареста Робинсон проживал в Вашингтоне. Он имел проблемы с трудоустройством, вследствие чего вынужден был заниматься низкоквалифицированным трудом и перебиваться случайными заработками, благодаря чему часто покидал Вашингтон и переезжал с места на место в разные города разных штатов США, где работал и проживал в течение определенного периода времени в местных мотелях. В разные годы Робинсон продолжительное время проживал в Нью-Йорке и на территории округа Принс-Джордж. Полиция округа Колумбия после ареста Робинсона заявила, что в 2012-м и 2013-м годах Энтони как минимум трижды привлекал внимание офицеров полиции, но ни одно из дел не закончилось арестом или возбуждением уголовного дела. Среди поводов для вызова полиции были семейно-бытовая ссора Робинсона и ее тети, и несанкционированное использование чужого транспортного средства, однако никаких заявлений о насилии со стороны кого бы то ни было в адрес Робинсона — полицейские отчеты не содержали. Согласно документам, которые предоставил полиции менеджер мотеля «Moon Inn», Робинсон останавливался в мотеле с 19 по 21 августа 2021 года и с 30 сентября по 1 октября 2021 года. По словам сотрудников мотеля, Энтони Робинсон не создавал проблем, не привлекал к себе повышенного внимание и демонстрировал со всеми вежливость в общении.
По версии следствия Робинсон знакомился со своими потенциальными жертвами посредством интернета и различных сайтов знакомств, после чего заманивал их в мотель «Moon Inn», где в ходе свиданий совершал на них нападения. Так как тела всех жертв во время их обнаружения находились в состоянии различной степени разложения, судебно-медицинские эксперты не смогли установить причину смерти и способ убийств. Впоследствии полиция округа Фэрфакс обратилась к жителям городов штата Виргиния и округа Колумбия, которые были знакомы с Энтони Робинсоном, и создала специальную телефонную с целью установить неизвестные следствию подробности жизни Робинсона, географию его перемещений, масштаб его деятельности в социальных сетях с целью установить его причастность к совершению других преступлений и таким образом установить настоящее количество его потенциальных жертв. Сам Робинсон после своего ареста отказался признать свою причастность к совершению убийств и отказался сотрудничать со следствием.
26 июня 2022 года прокуратура округа Фэрфакс заявила СМИ о том, что обвинения Робинсону в совершении убийств Шайенн Браун и Стефани Харрисон будут предъявлены после того, как он будет осужден по обвинению в совершении убийств Эллен Редмон и Тониты Смит на территории округа Рокингхем, где он должен предстать перед судом 12 сентября 2022 года